# Kick-Ass
Kick-Ass é uma série de histórias em quadrinhos escrita por Mark Millar e ilustrada por John Romita Jr. Foi publicado pela primeira vez em abril de 2008, pelo selo Icon, da editora estadunidense Marvel Comics. A história ganhou uma versão cinematográfica, em 2010, com o mesmo nome. Posteriormente ganhou duas continuações intituladas Kick-Ass 2 e Kick-Ass 3; e um spin-off, intitulado Hit-Girl. A história de Kick-Ass compartilha o mesmo universo que outra história de Mark Millar; Kingsman: Serviço Secreto.
Kick-Ass e suas sequências foram publicados no Brasil em encadernados de luxo pela Editora Panini.

## Enredo
Dave Lizewski é o típico garoto excluído de seu colégio, que mora com o pai viúvo. Ele é louco por gibis e histórias de super-heróis, o que acaba o influenciando na ideia de se transformar em um "herói da vida real", combatendo o crime em Nova Iorque, mas seu diferencial é que ele não possuí nenhum poder.

## Personagens
- Kick-Ass (Dave Lizewski)

Dave é um estudante de 16 anos que se tornou um super-herói, apesar de não ter superpoderes, habilidades de combate, limitado com dois cassetetes que são usados como armas e ter um treinamento limitado, ele tem uma capacidade de aguentar a golpes fortes, devido a terminações nervosas que foram danificadas e substituídas por placas de metal na sua cabeça, causado a sua primeira tentativa falhada de super-herói.
- Big Daddy (McCready)

Ele é melhor em combate ao crime, que com isso, treinou sua filha a ser o mesmo; é um especialista em armas de fogo que a maioria das missões tem sido realizada por sua filha Mindy.
Ele e sua filha haviam fugido com o passar dos anos, usando identidades falsas, McCready também afirma ser um ex-policial, querendo se vingar pelo assassinato de sua esposa por uma máfia, sendo comparado com o Justiceiro. Mas na verdade foi revelado que ele admirava super-heróis como Dave e que financiava suas operações com venda de quadrinhos no eBay, também mentiu sobre ser um policial, e treinou sua filha para combater a criminalidade de modo que ela seria "diferente" e "especial".
No filme, onde seu nome completo é Damon McCrady, sendo que nos quadrinhos seu primeiro nome foi revelado, também sua fantasia de Big Daddy é diferente, semelhante ao Batman (ironicamente seu intérprete no cinema, Nicolas Cage, diz que se baseou no Batman de  Adam West para viver o personagem), como mencionado no filme. Seu suposto passado como um ex-policial e suas motivações para o combate ao crime são genuínos, mas seus quadrinhos originais sao referenciados por suas habilidades de desenhar e o uso de referências de quadrinhos para manobras táticas.
- Hit-Girl (Mindy McCready)

Mindy é uma menina loira de 10 anos e filha de Big Daddy; ela tem o conhecimento de artes marciais e armas de fogo, desde sua infância ela combate o crime com seu pai. Como ela e seu pai estão constantemente fugindo, a vida social e sua educação têm sido limitadas a sua formação e combate ao crime. Ela também luta para se vingar pela sua mãe.
Diferente de Dave como Kick-Ass, Mindy é uma super-heroína mais eficiente; como Hit-Girl, ela veste uma peruca roxa, também é armada com armas de fogo e possui duas espadas Katana e outras armas de corte. Ela é uma mistura de semelhanças entre Rambo e Polly Pocket.
No filme, as únicas diferenças são sua peruca, que é de cabelo mais liso; e as espadas foram substituídas por um bastão com espadas na ponta, que pode se dividir em dois bastões.
- Red Mist (Chris Genovese)

Chris é herói inicialmente inspirado no Kick-Ass, e que havia causado inveja em Dave devido à imprensa estar dando mais atenção a ele, porem os dois se tornam amigos depois que se conheceram.
Red Mist mostrou ser muito rico, tendo um carro batizado de "Mistmóvel", por outro lado, Red Mist não mostrou evidências de proezas de luta, suas técnicas no combate à criminalidade são limitadas a chamar a polícia e direcionando-os para operações de crime.
Porém foi reveldado que Red Mist é um traidor, sendo o filho do chefe da máfia, John Genovese, que foi enviado para armar uma armadilha para capturar Kick-Ass, Big Daddy e Hit-Girl. Chris realmente gostou da experiência de ser Red Mist, e, finalmente, depois ele se identifica como um supervilão.
Mais tarde, Red Misty se tornaria o vilão The Motherfucker, para vingar a morte de seu pai Jhon Genovese.
Red Misty reúne uma gangue de outros vilões e se torna um psicopata que morre ao ser devorado por um tubarão.
- John Genovese

Também conhecido como Johnny G. Ele é Ítalo-Americano chefe da máfia de Nova York e pai de Chris.
Embora ele achasse difícil levar a sério, Genovese é confuso e irritado que suas operações estão sendo incomodado por pessoas fantasiados como super-heróis. Genovese acha Kick-Ass ridículo e identifica corretamente Big Daddy e Hit Girl como a fonte de seus problemas.
Na adaptação para o cinema, o personagem é renomeado Frank D'Amico. O filme tambem retrata D'Amico como sendo bastante atlético, adepto de artes marciais, melhor que Hit-Girl, um traço que não aparece nos quadrinhos.
- Katie Deauxma

Katie é uma estudante de 16 anos da classe de Dave, a quem ele teve uma queda.
No começo ela achou que Dave era gay por causa de boatos, relacionado à sua primeira tentativa de herói; com isso, ela o aceitou como seu "melhor amigo gay". Depois de dizer a ela que não era gay, seu namorado bateu nele.